# Regering-Di Rupo II (Waalse Gewest)
De regering-Di Rupo II (6 oktober 2005 - 20 juli 2007) was een Waalse Regering onder leiding van Elio Di Rupo. 
De regering bestond uit de twee partijen: PS (34 zetels) en cdH (14 zetels). Deze regering was werkzaam van 6 oktober 2005 tot 20 juli 2007. Deze regering volgde de regering-Van Cauwenberghe II op na diens ontslag. De regering-Demotte I volgde deze regering op, omdat Elio Di Rupo verkozen werd tot partijvoorzitter.

## Samenstelling
De regering-Di Rupo II telde negen ministers: zes voor de PS en drie voor het cdH.
| Naam | Naam                           | Partij | Partij | Functie en bevoegdheden                                                                |
| ---- | ------------------------------ | ------ | ------ | -------------------------------------------------------------------------------------- |
|      | Elio Di Rupo (1951)            |        | PS     | Minister-president                                                                     |
|      | André Antoine (1960)           |        | cdH    | Viceminister-president en Minister Huisvesting, Transport en Territoriale Ontwikkeling |
|      | Michel Daerden (1949-2012)     |        | PS     | Viceminister-president en Minister Begroting, Financiën, Uitrusting en Erfgoed         |
|      | Marie Arena (1966)             |        | PS     | Minister Opleiding                                                                     |
|      | Philippe Courard (1966)        |        | PS     | Minister Binnenlandse Aangelegenheden en Ambtenarenzaken                               |
|      | Marie-Dominique Simonet (1958) |        | cdH    | Minister Onderzoek, Nieuwe Technologieën en Buitenlandse Betrekkingen                  |
|      | Jean-Claude Marcourt (1956)    |        | PS     | Minister Economie, Werkgelegenheid en Buitenlandse Handel                              |
|      | Christiane Vienne (1951)       |        | PS     | Minister Gezondheid, Sociale Actie en Gelijke Kansen                                   |
|      | Benoît Lutgen (1970)           |        | cdH    | Minister Landbouw, Landelijkheid, Milieu en Toerisme                                   |

Dehousse I · 
Damseaux · 
Dehousse II · 
Wathelet · 
Coëme · 
Anselme · 
Spitaels · 
Collignon I · 
Collignon II · 
Di Rupo I · 
Van Cauwenberghe I · 
Van Cauwenberghe II · 
Di Rupo II ·
Demotte I ·
Demotte II ·
Magnette ·
Borsus ·
Di Rupo III ·
Dolimont ·